# لوته لنیا
لوته لنیا (آلمانی: Lotte Lenya؛ ۱۸ اکتبر ۱۸۹۸ – ۲۷ نوامبر ۱۹۸۱) خواننده، تک‌گو (Diseuse) و هنرپیشه اهل اتریش بود. او بین سال‌های ۱۹۲۲ تا ۱۹۸۱ میلادی فعالیت می‌کرد و بیشتر با اجرای آثار همسرش کورت وایل شناخته می‌شود.
از فیلم‌هایی که در آن نقش داشته است، می‌توان به بهار رمی خانم استون اشاره کرد که به خاطر آن نامزد جایزه اسکار شد.